# US Super Tour w biegach narciarskich 2014/2015
US Super Tour w biegach narciarskich 2014/2015 to kolejna edycja tego cyklu zawodów. Rywalizacja rozpoczęła się 28 listopada 2014 w amerykańskim West Yellowstone, a zakończyła się 22 marca 2015 w amerykańskim Sun Valley.
W poprzednim sezonie tego cyklu najlepszą wśród kobiet była Amerykanka Caitlin Gregg, a wśród mężczyzn Amerykanin Reese Hanneman. Tym razem wśród kobiet najlepszą okazała się Amerykanka Rosie Brennan, a wśród mężczyzn najlepszy okazał się jej rodak Kris Freeman.

## Kalendarz i wyniki

### Kobiety
| E   | Data              | Miejscowość      | Dystans              | 1. miejsce            | 2. miejsce        | 3. miejsce        |
| --- | ----------------- | ---------------- | -------------------- | --------------------- | ----------------- | ----------------- |
| 1.  | 28 listopada 2014 | West Yellowstone | Sprint s. dowolnym   | Alysson Marshall      | Heidi Widmer      | Jennie Bender     |
| 2.  | 29 listopada 2014 | West Yellowstone | 10 km s. dowolnym    | Rosie Brennan         | Katharine Ogden   | Chelsea Holmes    |
| 3.  | 6 grudnia 2014    | Bozeman          | Sprint s. klasycznym | Rosie Brennan         | Jennie Bender     | Caitlin Patterson |
| 4.  | 7 grudnia 2014    | Bozeman          | 10 km s. klasycznym  | Rosie Brennan         | Chelsea Holmes    | Katharine Ogden   |
| 5.  | 30 stycznia 2015  | Crafsbury        | 20 km s. klasycznym  | Caitlin Patterson     | Rebecca Rorabaugh | Anja Gruber       |
| 6.  | 1 lutego 2015     | Crafsbury        | Sprint s. klasycznym | Jennie Bender         | Elizabeth Guiney  | Anja Gruber       |
| 7.  | 6 lutego 2015     | Crafsbury        | Sprint s. dowolnym   | Jennie Bender         | Erika Flowers     | Heather Mooney    |
| 8.  | 7 lutego 2015     | Crafsbury        | 10 km s. dowolnym    | Mary Rose             | Annika Taylor     | Erika Flowers     |
| 9.  | 8 lutego 2015     | Crafsbury        | 10 km s. klasycznym  | Rebecca Rorabaugh     | Mary Rose         | Anja Gruber       |
| 10. | 21 marca 2015     | Sun Valley       | 10 km s. klasycznym  | Sadie Maubet Bjornsen | Chelsea Holmes    | Liz Stephen       |
| 11. | 22 marca 2015     | Sun Valley       | Sprint s. dowolnym   | Sadie Maubet Bjornsen | Jennie Bender     | Eliška Hájková    |

### Mężczyźni
| Lp  | Data              | Miejscowość      | Dystans              | 1. miejsce                 | 2. miejsce        | 3. miejsce                 |
| --- | ----------------- | ---------------- | -------------------- | -------------------------- | ----------------- | -------------------------- |
| 1.  | 28 listopada 2014 | West Yellowstone | Sprint s. dowolnym   | Dakota Blackhorse-von Jess | Mads Ek Strøm     | Rune Malo Ødegård          |
| 2.  | 29 listopada 2014 | West Yellowstone | 15 km s. dowolnym    | Matthew Phillip Gelso      | Brian Gregg       | Mads Ek Strøm              |
| 3.  | 6 grudnia 2014    | Bozeman          | Sprint s. klasycznym | Patrick Stewart-Jones      | Benjamin Saxton   | Matthew Phillip Gelso      |
| 4.  | 7 grudnia 2014    | Bozeman          | 15 km s. klasycznym  | Mads Ek Strøm              | Miles Havlick     | Matthew Phillip Gelso      |
| 5.  | 30 stycznia 2015  | Crafsbury        | 30 km s. klasycznym  | Kris Freeman               | Eric Packer       | Reese Hanneman             |
| 6.  | 1 lutego 2015     | Crafsbury        | Sprint s. klasycznym | Dakota Blackhorse-von Jess | Kris Freeman      | Tyler Kornfield            |
| 7.  | 6 lutego 2015     | Crafsbury        | Sprint s. dowolnym   | Kris Freeman               | Reese Hanneman    | Eric Packer                |
| 8.  | 7 lutego 2015     | Crafsbury        | 10 km s. dowolnym    | Kris Freeman               | Rogan Brown       | Alexander Treinen          |
| 9.  | 8 lutego 2015     | Crafsbury        | 15 km s. klasycznym  | Kris Freeman               | Gordon Vermeer    | Alexander Treinen          |
| 10. | 21 marca 2015     | Sun Valley       | 15 km s. klasycznym  | Erik Bjornsen              | Alexander Treinen | Mads Ek Strøm              |
| 11. | 22 marca 2015     | Sun Valley       | Sprint s. dowolnym   | Andrew Newell              | Simeon Hamilton   | Dakota Blackhorse-von Jess |

## Klasyfikacje
| Lp. | Zawodniczka       | Punkty |
| --- | ----------------- | ------ |
| 1.  | Rosie Brennan     | 380    |
| 2.  | Chelsea Holmes    | 375    |
| 3.  | Rebecca Rorabaugh | 347    |
| 4.  | Caitlin Patterson | 317    |
| 5.  | Erika Flowers     | 229    |
| 6.  | Jennie Bender     | 221    |
| 7.  | Elizabeth Guiney  | 193    |
| 8.  | Mary Rose         | 193    |
| 9.  | Rosie Frankowski  | 187    |
| 10. | Katharine Ogden   | 182    |

| Lp. | Zawodnik                   | Punkty |
| --- | -------------------------- | ------ |
| 1.  | Kris Freeman               | 375    |
| 2.  | Alexander Treinen          | 314    |
| 3.  | Dakota Blackhorse-von Jess | 267    |
| 4.  | Miles Havlick              | 247    |
| 5.  | Eric Packer                | 229    |
| 6.  | Reese Hanneman             | 213    |
| 7.  | Matthew Phillip Gelso      | 209    |
| 8.  | David Norris               | 188    |
| 9.  | Mads Ek Strøm              | 184    |
| 10. | Tyler Kornfield            | 173    |